# Bill Monroe
William Smith Monroe, mais conhecido como Bill Monroe (13 de setembro de 1911 - 09 de setembro de 1996), foi um músico norte-americano que criou o estilo de música conhecido como Bluegrass, que leva o nome de sua banda, o Blue Grass Boys. A carreira de músico de Monroe durou sessenta anos como cantor, instrumentista, compositor e líder de banda. Ele é muitas vezes referido como "O Pai do Bluegrass".

## Início da vida
Monroe nasceu na fazenda de sua família perto de Rosine, em Kentucky (EUA), caçula dos oito filhos de James Buchanan "Buck" e (Vandiver) Malissa Monroe. Sua mãe e seu irmão, Pendleton "Pen" Vandiver, foram  musicalmente talentosos, e Monroe cresceu com sua família tocando e cantando em casa. Porque seus irmãos mais velhos Birch e Charlie já tocavam violino e guitarra. Bill Monroe estava resignado a tocar bandolim. 
Sua mãe morreu quando ele tinha dez anos e seu pai morreu seis anos depois. Como seus irmãos e irmãs se mudaram para longe. Depois de morar com vários tios e tias, estabeleceu-se com seu tio Pendleton Vandiver. Muitas vezes acompanhou-o quando tocava violino em bailes. Essa experiência inspirou uma de suas composições mais famosas, "Uncle Pen", gravada em 1950 e lançada no álbum de 1972. Nesse álbum, Monroe gravou uma série de melodias tradicionais que tinha ouvido muitas vezes seu tio Vandiver tocar.

## Carreira
Em 1929, mudou-se para Indiana, para trabalhar em uma refinaria de petróleo com seus irmãos Birch e Charlie. Junto com o amigo Larry Moore, eles formaram um grupo musical, The Monroe Brothers, para tocar nas festas locais. Birch Monroe e Larry Moore logo deixaram o grupo, e Bill e Charlie continuaram como uma dupla, eventualmente, tocavam em estações de rádio em Indiana e depois, patrocinado pela Cristais Texas, em várias emissoras de rádio em Iowa, Nebraska, Carolina do Sul e Carolina do Norte. 
Assinaram um contrato de gravação com a RCA Victor, em 1936. Eles marcaram um sucesso imediato com a canção gospel "What Would You Give".
The Monroe Brothers se desfez em 1938. Bill Monroe formou o The Kentuckians, em Little Rock,  Arkansas,  mas o grupo só durou três meses. Monroe depois foi de Little Rock para Atlanta, Georgia, para formar a primeira edição do Blue Grass Boys com o cantor/guitarrista Cleo Davis, o violinista Wooten e o baixista Amos Garren. 
Em outubro de 1939, ele conseguiu um teste no Grand Ole Opry. Impressionando George D. Hay com o seu desempenho. Nesta altura, a Blue Grass Boys era formada por Moody Clyde (vocal e guitarra), Magness Tommy (violinista) e Bill Wesbrooks (baixista).

## Pseudônimos usados por Bill Monroe como compositor
Joe Ahr, Rupert Jones, Wilbur Jones, Albert Price, James B. Smith, James W. Smith.

## Artistas influenciados por Bill Monroe
Mais de 150 músicos tocaram no Blue Grass Boys ao longo dos quase 60 anos de carreira de Bill Monroe. Alguns dos membros da banda de Monroe são: Clyde Moody, Lester Flatt, Jack Cook, Mac Wiseman, Jimmy Martin, Carter Stanley, Del McCoury, Peter Rowan, Roland White, Roland Dunn e Doug Green, Don Reno, Sonny Osborne, Bill Keith, Tommy Magness, Chubby Wise, Vassar Clements, Byron Berline, Kenny Baker, Bobby Hicks, Gordon Terry e Glen Duncan.

## Morte
A última performance de Monroe ocorreu em 15 de março de 1996. Ele terminou sua carreira em turnê e turnê em abril, após um acidente vascular cerebral no dia 9 de abril de 1996. Monroe morreu em 9 de setembro de 1996, em Springfield, Tennessee, apenas quatro dias antes de seu 85º aniversário.